# 마들농요
마들농요(마들農謠)는 노원구 상계1동 갈월마을(큰마을) 앞들인 마들에서 옛날 모심기와 김매기할 때 부르던 농요이다.

## 개요
지금은 상계동 아파트단지로 변한 마들은 모내기 할 때 쓰는 볍씨만도 8백 석을 넘게 뿌렸던 큰 들로, 주로 큰말(갈월)·샘말·벽운동·온숫골 사람들이 농사를 지었다. 이중 갈월이 가장 큰 마을로 90호∼100호 모두 농가였으며, 이 가운데 30호는 대대로 살고 있는 파평 윤씨였다고 한다.
마들의 정확한 유래는 알 수 없으나 상계동에 옛날 역참(驛站)이 있어 말을 들에 방목하여 키웠기 때문에 생긴 이름이라고도 하고, 상계동 일대가 삼밭이어서 삼밭〔麻田〕의 마(麻)들에서 유래되었다는 설이 있다.
마들농요는 열소리 계통의 모심는 소리와 호미로 애벌 맬 때의 두루차소리, 두벌 맬 때의 미나리, 다 매갈 무렵의 신나게 부르는 꺾음조가 주가 된다. 그 밖에 '방아타령', '네넬넬 상사디야', '우야훨훨'도 논맬 때 가끔 부르기도 하고 들일을 마치고 돌아오면서 부르기도 한다.

## 내용
마들농요의 내용은 다음과 같다.
먼저 쇄납(호적)·징·꾕과리·장고·북·소고·제금 등 풍물을 앞세우고 입장한다. 이어 하나부터 열까지 센 후 다시 열소리를 교창하면서 모를 심는다.
하나로다 둘이요-호 둘이라 하 셋 이어셋 셋이로구나 셋이-라넷 너이로구나 하 네잇요-호 넷이며 헛 다섯 다섯이라 여섯이요 여서-헛 일곱 일곱이냐 일고-흡 일곱이면 여덜 여덜 여덜 여덟이힌데 여덜 아홉홉-하호오옵 아호-옵이면 열 열하나 하-하나

이 소리는 처음부터 반복한 뒤 끝맺는다.
그 다음은 애벌매기로 호미로 지심(김)을 맨다. 두루차소리를 멕이고 받으며 '네넬넬 상사디야 우야훨훨'로 끝맺는다.
하나마 갈꺼랴에 헤이하에 두루차 하-에 헤에화 이논 매기가 힘일들어에 두--나 어허어화 에 간다네네-에화 어-루차-어허어화

이어지는 두벌매기에서는 손으로 논을 훔친다. 아침 노래, 점심 노래, 저녁 때의 노래가사가 구별되어 있는 마들의 미나리를 선입 후제창 방법으로 부른다. 논을 다 매갈 무렵이면 춤을 추면서 신명나는 꺾음조를 제창한다. 꺾음조의 후렴은
에헤 둥기야 당실 둥기야 당실 모두 다라 두어 당실 다던져 버리고 말이 무엇해 네가 네로고나 이예이예이여 이이여 이슬아침 나오-시라-고모--시이예이처--마다 젖었네 모시치마 다 젖었거든 거덤거덤 걷어안고 영광정에 줄을 매고 동남풍에 말려주소

논을 다 맨 뒤 부르는 저녁 노래인 꺾음조가 이어진다.
여-이다 지-히일네여 다질네

동대문을 열구보니 팔만장안이 꽃밭일세

다 던져 버리고 말이 무어엇 해

동대문을 여 다질-네

에헤 둥기야당실 둥기야당실 모두 다라디여 당실

네이가 네로오고나

## 설명
이 마들농요는 강원도 토속요(土俗謠)의 영향을 받은 것으로 보고 있다. 강원도에서 모심을 때 또는 밭을 매면서 부르던 소리가 미나리이다. 이 소리가 경기도 포천에서 논 김맬 때의 소리로 전환되고, 다시 의정부를 거쳐 마들로 들어오면서 가락ㆍ가사ㆍ가창방법 등이 마들농요로서의 색채를 가미하였다. 두루차 소리와 꺾음조는 마들농요로서의 개성을 돋보이게 하는 곡들이다. 따라서 마들농요는 경기지방 농요를 바탕으로 하면서도 강원도 지방 농요의 영향을 받아 자생한 것으로 보고 있다.
어쨌든 서울시내에 옛날의 향토농요(農謠)가 구전으로 전승되어 온 것은 매우 뜻 깊은 일이라 하겠으며 앞으로 채보와 고증을 거쳐 계승에도 노력해야 될 것으로 생각된다.
 본 문서에는 서울특별시에서 지식공유 프로젝트를 통해 퍼블릭 도메인으로 공개한 저작물을 기초로 작성된 내용이 포함되어 있습니다.